# Atlas Maiorbrug
De Atlas Maiorbrug (brug 120) is een vaste brug in Amsterdam-Centrum.
De brug is een van de vier bruggen over de Bloemgracht. Het is de derde vanuit de stad gezien. Ze vormt een verbinding noordzuid tussen de Derde Leliedwarsstraat (noord) en de Tweede Bloemdwarsstraat (zuid). De brug wordt omringd door rijksmonumenten, bijna alle gebouwen aan de Bloemgracht zijn immers ingeschreven in het monumentenregister.
Er ligt hier al eeuwen een brug. Alle vier de bruggen over de Bloemgracht (Kees de Jongenbrug nabij Prinsengracht; Rosa Overbeekbrug nabij Tweede Leliedwarsstraat, Atlas Maiorbrug en brug 119) waren al door Balthasar Florisz. van Berckenrode ingetekend in zijn plattegrond uit 1625 en zijn daarna eigenlijk nooit meer van de kaart verdwenen. Het gebied was ten tijde van het tekenen van de plattegrond al bijna geheel volgebouwd. De volgende die de brug intekende was Joan Blaeu in zijn kaart van 1649. Wellicht zijn hij en zijn vader Willem Blaeu de brug weleens overgestoken, want hij had zijn atelier aan de Bloemgracht hoek Derde Leliedwarsstraat (het zou later totaal afbranden). De brug dateert van 1898, toen de Bloemgracht vanaf 11 oktober van dat jaar enige tijd was voor alle verkeer om (met name) het bovendek van de brug te vervangen. Ook in 1929 moesten herstelwerkzaamheden verricht worden aan het bovendek.
De Atlas Maiorbrug (soms Atlasbrug) dankt haar naam aan het atelier van Blaeu, waar de atlassen gemaakt werden. In 2016 werd de officieuze naam officieel gemaakt. 
<<< · 100 · 101 · 102 · 103 ·  105 · 106 · 107 · 108 · 109 ·  110 · 111 · 112 · 113 · 114 · 115 · 116 · 117 · 118 · 119 · 120 · 121 · 122 · 123 · 124 · 125 · 126 · 127 · 128 · 129 · 130 · 131 · 132 · 135 · 136 · 137 · 138 · 139 · 140 · 141 · 142 · 143 · 144 · 145 · 146 · 147 · 148 · 149 ·  150 · 151 · 152 · 155 · 156 · 159 · 160 · 161 · 162 · 163 · 164 · 165 · 166 · 167 · 168 · 169 ·  170 · 171 · 172 · 173 · 174 · 175 · 176 · 177 · 178 · 179 · 180 · 181 · 182 · 183 · 184 · 185 · 186 · 187 · 189 · 190 · 191 · 192 · 193 · 194 · 195 · 196 · 198 · 199 · >>>
Brugnummers 104, 133, 134, 153, 154, 157, 158, 188 en 197 zijn niet (meer) in gebruik.